# ديسالين
ديسالين هي مدينة من مدن هايتي. يبلغ عدد سكانها 127,529 نسمة وذلك حسب إحصائيات سنة 2003. تبلغ مساحتها 459 كم². سُميت على اسم مؤسس الدولة وقائد الثورة الهايتية جان جاك ديسالين.